# Bonifacio Zukowski
Bonifacio Zukowski, al secolo Piotr Zukowski (in polacco Piotr Bonifacy Żukowski; Baran-Rapa, 13 gennaio 1913 – Oświęcim, 10 aprile 1942) è stato un religioso polacco, beatificato nel 1999 da Giovanni Paolo II.

## Biografia
Piotr Żukowski nacque nel villaggio lituano di Baran-Rapa, figlio di Andrzej Zukowski et Albina Walkiewicz. Ancora giovane, entrò nell'ordine dei frati minori conventuali presso il monastero di Niepokalanow, assumendo il nome di Bonifacio. Prese i voti semplici il 16 luglio 1932 e quelli solenni il 2 agosto 1935. L'11 ottobre 1941 fu arrestato dalla gestapo insieme ad altri sei frati e rinchiuso in una prigione a Varsavia. Successivamente fu deportato ad Auschwitz l'8 gennaio 1942, dove divenne il prigioniero numero 25447. Qui contrasse una polmonite e dopo due settimane nell'ospedale del lager morì il 10 aprile 1942 all'età di ventinove anni.

## Culto
Bonifacio Zukowski fu beatificato da Giovanni Paolo II il 13 giugno 1999 insieme ad altri 107 martiri polacchi.
La sua ricorrenza si celebra il 10 aprile, anniversario della sua morte.